# Dumitru Fărcaș
Dumitru Fărcaș (n. 12 mai 1938, Groși, Maramureș, România – d. 7 august 2018, Cluj-Napoca, România) a fost un taragotist român de muzică populară.

## Biografie
Artistul Dumitru Fărcaș s-a născut în data de 12 mai 1938, în satul Groși, județul Satu Mare (astăzi în județul Maramureș), Regatul României, într-o familie cu tradiție muzicală; bunicul, tatăl și cei doi frați mai mari au cântat la fluier. Dumitru se familiarizează cu instrumentul și se înscrie la liceul de muzică în 1956. Din 1962 până în 1967 urmează cursurile la Academia de Muzică „Gheorghe Dima” din Cluj-Napoca, în cadrul Facultății de Interpretare, la clasa de oboi.
Fărcaș i-a ascultat în înregistrări difuzate la radio pe taragotiștii: Luță Ioviță, Ion Murgu Bănățeanu, Iosif Milu etc. După absolvirea academiei de muzică, învață autodidact taragotul, împrumutând unele tehnici din cele specifice oboiului.
Dumitru Fărcaș și-a început cariera profesională în anul 1960, când s-a angajat ca instrumentist la Ansamblul „Maramureșul” din Baia Mare. În 1962, a preluat Ansamblul „Mărțișorul” al Casei de cultură a studenților din Cluj-Napoca, împreună cu care a obținut numeroase premii naționale și internaționale.
Artistul a decedat, la vârsta de 80 de ani, în data de 7 august 2018, la Institutul Inimii „Nicolae Stăncioiu” din Cluj-Napoca, în urma unui infarct.

## Discografie

### Mini-discuri
- EPC 939 (1968, Electrecord)

### Albume
- Trésors folkloriques roumains: un virtuose du taragote et de l'hautbois (1973, Electrecord ST-EPE 0896)
- Trésors folkloriques roumains: un virtuose du taragote vol. II (1977, Electrecord ST-EPE 01334)
- ST-EPE 02563 (1984, Electrecord)

### Casete audio
- STC 0048 (1976?, Electrecord)
- STC 001384 (2001?, Electrecord)

### CD-uri
- Trésors folkloriques roumains (1993, Electrecord EDC 160)
- Trésors folkloriques roumains vol. 2 (2000, Electrecord EDC 393)

## Premii și distincții
- 1962 – Premiul I și titlul de laureat al concursului din cadrul Festivalului Mondial al Tineretului și Studenților, Helsinki
- 1972 – Discul de aur decernat de Academia „Charles Cros” din Paris
- 1991 – Laureat al Premiului Ethnos
- 1999 – Laureat al Festivalului „Smithsonian Folklive Festival”, Washington
- 1999 – Premiul I la Festivalul Internațional de la Bruxelles
- 2000 – Premiul Inter-Lyra în cadrul Olimpiadei de Muzică și Dans „Cele cinci Lyre”, Budapesta

Dumitru Fărcaș a primit titlul de „Cetățean de onoare” al orașului Phenian (Coreea de Nord) și al orașelor Cluj-Napoca, București, Reșița și Baia Mare. A fost președinte de onoare al Congresului Internațional al Taragotiștilor. 
Președintele României Ion Iliescu i-a conferit artistului Dumitru Fărcaș, la 29 noiembrie 2002, Crucea națională Serviciul Credincios clasa a III-a, „pentru crearea și transmiterea cu talent și dăruire a unor opere literare semnificative pentru civilizația românească și universală”.  El i-a conferit la 7 februarie 2004 și Ordinul Meritul Cultural în grad de Mare Ofițer, Categoria D - "Arta Spectacolului", „în semn de apreciere a întregii activități și pentru dăruirea și talentul interpretativ pus în slujba artei scenice și a spectacolului”. 
La 7 martie 2008, Dumitru Fărcaș a primit titlul de Doctor Honoris Causa din partea Academiei de Muzică „Gheorghe Dima” din Cluj-Napoca.
În mai 2018, cu ocazia zilei de a 80-a aniversare, președintele României Klaus Iohannis, i-a oferit Ordinul Național Serviciul Credincios în gard de cavaler, în semn de recunoaștere pentru întreaga sa carieră, dar și pentru contribuția pe care a adus-o culturii.